# The Islander
«The Islander» es el décimo tema del álbum Dark Passion Play de la banda Nightwish, y el quinto sencillo del álbum. En la instrumentación participa Troy Donocley, además de participar en el video de la canción.

## Sencillo
La noticia fue confirmada el 23 de febrero en la página Nightwish-World, en la cual ponía que sería lanzado el 30 de mayo. Más tarde, el 8 de marzo de 2008 se confirmó en la página oficial de Nightwish que sería lanzado el 21 de mayo, además del tracklist del mismo. El sencillo incluye la versión "radio edit" y la versión "full-length version" de la canción las cuales en el último verso la voz de marco es distinta.

## Video
El video fue dirigido por Stobe Harju y se terminó de rodar en octubre de 2007, en Rovaniemi, Finlandia. Holopainen ha dicho que por vez primera no tenía previsto rodar otro vídeo de "Dark Passion Play", pero cuando se les ofreció una ciudad finlandesa clásica con su naturaleza, no pudieron decir que no. También ha dicho que el vídeo, por una vez, tiene algo en común con la canción, y que trata sobre la naturaleza finlandesa con una mezcla de surrealismo de Salvador Dalí. Inicialmente, se creyó que el video era para el sencillo de Erämaan Viimeinen, ya que era el tercer video grabado y Holopainen dijo que era sobre la naturaleza finlandesa, al igual que dicha canción. El video también cuenta con la aparición de Troy Donocley. Fue estrenado el 14 de abril a las 7 de la tarde (hora Finlandesa) y el 15 de abril en el canal oficial del servicio YouTube, aunque el 14 de abril ya estaba filtrado. El video trata sobre el llamado "Islander" (el cual aparece en el dibujo del booklet). El video se centra en la historia de la canción a través de un entorno tridimensional y en gran parte creado digitalmente. Al principio del video podemos observar el péndulo de la portada del álbum, oscilar colgando de un barco que vuela, péndulo que es tan apreciado por Holopainen. Existen dos versiones, la de duración completa y la editada. La de duración completa es con la canción entera mientras que la editada utiliza un radio-edit más corto.

## Lista de canciones

### Nuclear Blast CD Single y 12' MLP
| Pista | Nombre                                | Duración |
| ----- | ------------------------------------- | -------- |
| 1     | The Islander (edited version)         | 3:57     |
| 2     | The Islander (full-length version)    | 4:58     |
| 3     | Escapist (versión instrumental)       | 4:57     |
| 4     | Meadows of Heaven (versión orquestal) | 7:10     |

### Spinerfarm Records y Nuclear Blast CDS+DVD
| Pista | Sencillo en CD                        | Duración |
| ----- | ------------------------------------- | -------- |
| 1     | The Islander (edited version)         | 3:57     |
| 2     | The Islander (full-length version)    | 4:58     |
| 3     | Escapist (versión instrumental)       | 4:57     |
| 4     | Meadows of Heaven (versión orquestal) | 7:10     |

| Pista | DVD                                      | Duración |
| ----- | ---------------------------------------- | -------- |
| 1     | The Islander Video (edit)                | 4:36     |
| 2     | The Islander Video (full-length version) | 5:10     |
| 3     | The Making Of The Islander Documentary   |          |

## Posiciones en listas
«The Islander» fue número #1 en Finlandia en la semana que fue publicado. Recientemente, Nightwish ha tenido un mayo éxito en España y "The Islander" alcanzó el #5 en la lista de sencillos española.
| Listas (2007-2009)    | Pico de posición |
| --------------------- | ---------------- |
| Finnish Singles Chart | 1                |
| French Singles Chart  | 91               |
| Spanish Singles Chart | 5                |

## Créditos
- Marco Hietala – Guitarra acústica, Voz
- Emppu Vuorinen – Guitarra acústica
- Tuomas Holopainen – Teclado
- Anette Olzon – Coros
- Jukka Nevalainen – Batería
- Troy Donockley - Bodhran, Uilleann Pipes, y Tin whistle (colaborador)